# Aliona Bolsova
Aliona Bolsova Zadoinov, née le 6 novembre 1997 à Chișinău (Moldavie), est une joueuse de tennis espagnole d'origine moldave.
Sa mère, Olga Bolșova, est une athlète médaillée européenne en 1996.

## Biographie
Aliona Bolsova arrive en Espagne à l'âge de trois ans en provenance de Moldavie avec ses parents Vadim Zadoinov et Olga Bolșova, tous deux athlètes olympiques (respectivement coureur de haies et sauteuse en hauteur et tous deux participants des Jeux olympiques de 1992 à Barcelone). La famille s'installe à Palafrugell (province de Gérone). Ses grands-parents Valentina Maslovska et Viktor Bolșov étaient aussi des athlètes de compétition au temps de l'Union soviétique.
À l'âge de sept ans, Aliona Bolsova commence à jouer au tennis. À l'âge de quinze ans, elle joue sous les couleurs de la Moldavie, puis en 2013 elle prend la nationalité espagnole.
Elle obtient une bourse pour étudier pendant deux ans le design artistique et l'Histoire à l'Université d'État de l'Oklahoma, études qu'elle poursuit ensuite à Barcelone.
Elle est entraînée par Lourdes Domínguez et Ana Alcázar.

## Carrière
En 2019, issue des qualifications, elle atteint les huitièmes de finale à Roland-Garros où elle s'incline contre l'Américaine Amanda Anisimova après avoir battu Vera Zvonareva, Sorana Cîrstea et Ekaterina Alexandrova.

## Palmarès

### Titre en double dames
Aucun

### Finale en double dames
| No | Date       | Nom et lieu du tournoi        | Catégorie | Dotation  | Surface      | Vainqueures                      | Partenaire       | Score    |          |
| -- | ---------- | ----------------------------- | --------- | --------- | ------------ | -------------------------------- | ---------------- | -------- | -------- |
| 1  | 12-07-2021 | Hungarian Grand Prix Budapest | WTA 250   | 235 238 $ | Terre (ext.) | Mihaela Buzărnescu Fanny Stollár | Tamara Korpatsch | 6-4, 6-4 | Parcours |

### Titres en double en WTA 125
| No | Date       | Nom et lieu du tournoi                      | Catégorie | Dotation  | Surface      | Partenaire      | Finalistes                           | Score            |          |
| -- | ---------- | ------------------------------------------- | --------- | --------- | ------------ | --------------- | ------------------------------------ | ---------------- | -------- |
| 1  | 07-06-2021 | Croatia Bol Open Bol                        | WTA 125   | 115 000 $ | Terre (ext.) | Katarzyna Kawa  | Ekaterine Gorgodze Tereza Mihalíková | 6-1, 4-6, [10-6] | Parcours |
| 2  | 06-06-2022 | Open Internacional Valence                  | WTA 125   | 115 000 $ | Terre (ext.) | Rebeka Masarova | Alexandra Panova Arantxa Rus         | 6-0, 6-3         | Parcours |
| 3  | 12-09-2022 | Țiriac Foundation Trophy Bucarest           | WTA 125   | 115 000 $ | Terre (ext.) | Andrea Gámiz    | Réka Luca Jani Panna Udvardy         | 7-5, 6-3         | Parcours |
| 4  | 27-03-2023 | San Luis Potosí 125 San Luis Potosí         | WTA 125   | 115 000 $ | Terre (ext.) | Andrea Gámiz    | Oksana Kalashnikova Katarzyna Piter  | 7-65, 6-4        | Parcours |
| 5  | 12-06-2023 | BBVA Open Internacional de Valencia Valence | WTA 125   | 115 000 $ | Terre (ext.) | Andrea Gámiz    | Angelina Gabueva Irina Khromacheva   | 6-4, 4-6, [10-7] | Parcours |

### Finales en double en WTA 125
| No | Date       | Nom et lieu du tournoi                                   | Catégorie | Dotation  | Surface      | Vainqueures                          | Partenaire         | Score            |          |
| -- | ---------- | -------------------------------------------------------- | --------- | --------- | ------------ | ------------------------------------ | ------------------ | ---------------- | -------- |
| 1  | 05-06-2023 | Open Internacional Femeni Solgironès La Bisbal d'Empordà | WTA 125   | 115 000 $ | Terre (ext.) | Caroline Dolehide Diana Shnaider     | Rebeka Masarova    | 7-65, 6-3        | Parcours |
| 2  | 09-09-2024 | Tiriac Foundation Trophy Bucarest                        | WTA 125   | 115 000 $ | Terre (ext.) | Carole Monnet Darja Semenistaja      | Katarzyna Kawa     | 1-6, 6-2, [10-7] | Parcours |
| 3  | 28-10-2024 | Bolivia Open Santa Cruz                                  | WTA 125   | 115 000 $ | Terre (ext.) | Nuria Brancaccio Leyre Romero Gormaz | Valeriya Strakhova | 6-4, 6-4         | Parcours |
| 4  | 10-02-2025 | Cancún Open Cancún                                       | WTA 125   | 115 000 $ | Dur (ext.)   | Maya Joint Taylah Preston            | Y. Cavallé Reimers | 6-4, 6-3         | Parcours |

## Parcours en Grand Chelem

### En simple dames
| Année | Open d'Australie | Open d'Australie    | Internationaux de France | Internationaux de France | Wimbledon       | Wimbledon       | US Open        | US Open          |
| ----- | ---------------- | ------------------- | ------------------------ | ------------------------ | --------------- | --------------- | -------------- | ---------------- |
| 2018  | —                | —                   | —                        | —                        | —               | —               | Q3             | Arantxa Rus      |
| 2019  | Q2               | Iga Świątek         | 1/8 de finale            | Amanda Anisimova         | Q1              | Coco Gauff      | 2e tour (1/32) | Sorana Cîrstea   |
| 2020  | —                | —                   | 1er tour (1/64)          | Jasmine Paolini          | Annulé          | Annulé          | 2e tour (1/32) | Madison Keys     |
| 2021  | 1er tour (1/64)  | Jennifer Brady      | Q1                       | Julia Grabher            | 1er tour (1/64) | Paula Badosa    | Q1             | Victoria Duval   |
| 2022  | Q3               | Viktória Kužmová    | Q1                       | Kathinka von Deichmann   | Q1              | Maja Chwalińska | Q1             | Viktoriya Tomova |
| 2023  | Q2               | Lesia Tsurenko      | 2e tour (1/32)           | A. K. Schmiedlová        | Q1              | Sinja Kraus     | Q2             | Ankita Raina     |
| 2024  | Q1               | Ysaline Bonaventure | —                        | —                        | —               | —               | Q1             | Ella Seidel      |
| 2025  | Q1               | Anna-Lena Friedsam  |                          |                          |                 |                 |                |                  |

N.B. : à droite du résultat se trouve le nom de l'ultime adversaire.

### En double dames
| Année | Open d'Australie                                                                    | Open d'Australie                                                                    | Internationaux de France                                                        | Internationaux de France                                                                | Wimbledon                                                                            | Wimbledon | US Open | US Open |
| ----- | ----------------------------------------------------------------------------------- | ----------------------------------------------------------------------------------- | ------------------------------------------------------------------------------- | --------------------------------------------------------------------------------------- | ------------------------------------------------------------------------------------ | --------- | ------- | ------- |
| 2020  | —                                                                                   | —                                                                                   | 1er tour (1/32) U. Eikeri \|\| style="text-align:left;" \| H. Carter L. Stefani | Annulé                                                                                  | Annulé                                                                               | —         | —       |         |
| 2021  | 3e tour (1/8) J. Paolini \|\| style="text-align:left;" \| D. Jurak N. Stojanović    | 1er tour (1/32) P. Badosa \|\| style="text-align:left;" \| S. Aoyama E. Shibahara   | —                                                                               | —                                                                                       | —                                                                                    | —         |         |         |
| 2022  | 3e tour (1/8) U. Eikeri \|\| style="text-align:left;" \| A. Danilina B. Haddad Maia | —                                                                                   | —                                                                               | 2e tour (1/16) I. Neel \|\| style="text-align:left;" \| A. Riske-Amritraj C. Vandeweghe | 2e tour (1/16) U. Eikeri \|\| style="text-align:left;" \| A. Danilina B. Haddad Maia |           |         |         |
| 2023  | 1er tour (1/32) P. Udvardy \|\| style="text-align:left;" \| T. Babos K. Mladenovic  | 1er tour (1/32) O. Kalashnikova \|\| style="text-align:left;" \| Chan H.-c. L. Chan | —                                                                               | —                                                                                       | 2e tour (1/16) R. Masarova \|\| style="text-align:left;" \| L. Fernandez T. Townsend |           |         |         |

N.B. : le nom de la partenaire se trouve sous le résultat ; le nom des ultimes adversaires se trouve à droite.

## Parcours en «Premier» et WTA 1000
Les tournois WTA « Premier Mandatory » et « Premier 5 » (entre 2009 et 2020) et WTA 1000 (à partir de 2021) constituent les catégories d'épreuves les plus prestigieuses, après les quatre levées du Grand Chelem.

### En simple dames
| Année |       |                |                |        |                         |        |                            |        |             |        |        |        |
| Doha  | Dubaï | Indian Wells   | Miami          | Madrid | Rome                    | Canada | Cincinnati                 | Pékin  |             | Wuhan  |        |        |
| Doha  | Dubaï | Indian Wells   | Miami          | Madrid | Rome                    | Canada | Cincinnati                 | Pékin  | Guadalajara |        |        |        |
| Doha  | Dubaï | Indian Wells   | Miami          | Madrid | Rome                    | Canada | Cincinnati                 | Pékin  |             |        |        |        |
| 2020  |       |                | Hors catégorie | Annulé | Annulé                  | Annulé | 2e tour (1/16) A. Blinkova | Annulé |             | Annulé | Annulé | Annulé |
|       |       | WTA 1000       |                |        |                         |        |                            |        |             |        |        |        |
| 2021  |       | Hors catégorie |                |        | 1er tour (1/64) Wang Q. |        |                            |        |             | Annulé | Annulé | Annulé |

Sous le résultat, l’ultime adversaire.
1. 1 2   Les tournois de Doha et Dubaï alternent le statut de tournoi WTA 1000 (ex Premier 5) entre 2009 et 2023 : les trois premières éditions ont lieu à Dubaï, les trois suivantes à Doha, puis Dubaï accueille le tournoi de cette catégorie les années impaires et Dubaï les années paires. De 2011 à 2023, la ville qui n’accueille pas de WTA 1000 organise à la place un tournoi WTA 500 (ex Premier).
2. 1 2 3 4 5 6 7   L’ordre de déroulement des tournois a évolué depuis 2009 : Rome se dispute avant Madrid et Cincinnati avant Montréal/Toronto jusqu’en 2010, tandis que Tokyo/Wuhan/Guadalajara ont lieu avant Pékin jusqu’en 2023.
3. 1 2 3 4 5 6 7 8  Du fait de la pandémie de Covid-19, les tournois d’Indian Wells, de Miami, de Madrid, du Canada, de Wuhan et de Pékin sont annulés en 2020. Ces deux derniers le sont également en 2021. Pour des raisons d’organisation, le tournoi de Cincinnati 2020 a exceptionnellement lieu à Flushing Meadows à New York.

## Classements en fin de saison
| Année          | 2013 | 2014 | 2015 | 2016 | 2017 | 2018 | 2019 | 2020 | 2021 | 2022 | 2023 | 2024 |
| Rang en simple | 590  | 790  | 509  | –    | 477  | 163  | 113  | 103  | 157  | 193  | 137  | 540  |
| Rang en double | –    | 589  | 443  | –    | 627  | 417  | 297  | 290  | 85   | 58   | 100  | 238  |

Source : (en) Classements de Aliona Bolsova sur le site officiel de la Fédération internationale de tennis